# دهیدرورتینال
دهیدرورتینال (به انگلیسی: Dehydroretinal) با فرمول شیمیایی C۲۰H۲۶O یک ترکیب شیمیایی با شناسه پاب‌کم ۵۲۸۰۸۶۶ است. که جرم مولی آن ۲۸۲٫۴۲ g/mol می‌باشد.